# مورلون وايلي
مورلون وايلي (بالإنجليزية: Morlon Wiley)‏ مواليد 24 سبتمبر 1966 في نيو أورلينز، هو لاعب كرة سلة أمريكي سابق أصبح مدرباً بدأ مسيرته الاحترافية في سنة 1988. تم اختياره من قبل فريق دالاس مافيريكس خلال الدرافت. يبلغ طوله 6 قدم 4 بوصة (1.9 م). اعتزل اللعب في 1999.

## المسيرة الاحترافية
لعب مع دالاس مافيريكس في موسم 1988–1989، ثم لعب مع أورلاندو ماجيك من سنة 1989 إلى 1992، ثم لعب مع سان أنطونيو سبرز في سنة 1991، ثم لعب مع أتلانتا هوكس من سنة 1991 إلى 1993، ثم لعب مع دالاس مافيريكس في سنة 1993، ثم لعب مع ميامي هيت في سنة 1994، ثم لعب مع دالاس مافيريكس من سنة 1993 إلى 1995.

## روابط خارجية
- مورلون وايلي على موقع إن بي أي (الإنجليزية)
- مورلون وايلي على موقع سبورتس رفرنس (الإنجليزية)
- مورلون وايلي على موقع كلية كرة السلة في سبورتس رفرنس.كوم (الإنجليزية)
- مورلون وايلي على موقع ريلجم (الإنجليزية)
- مورلون وايلي على موقع بروبوليرز (الإنجليزية)
- مورلون وايلي على موقع سبورتس رفرنس (الإنجليزية)